# Moraea fugax
Moraea fugax är en irisväxtart som först beskrevs av Daniel Delaroche, och fick sitt nu gällande namn av Nikolaus Joseph von Jacquin. Moraea fugax ingår i släktet Moraea och familjen irisväxter.

## Underarter
Arten delas in i följande underarter:
- M. f. filicaulis
- M. f. fugax

## Bildgalleri

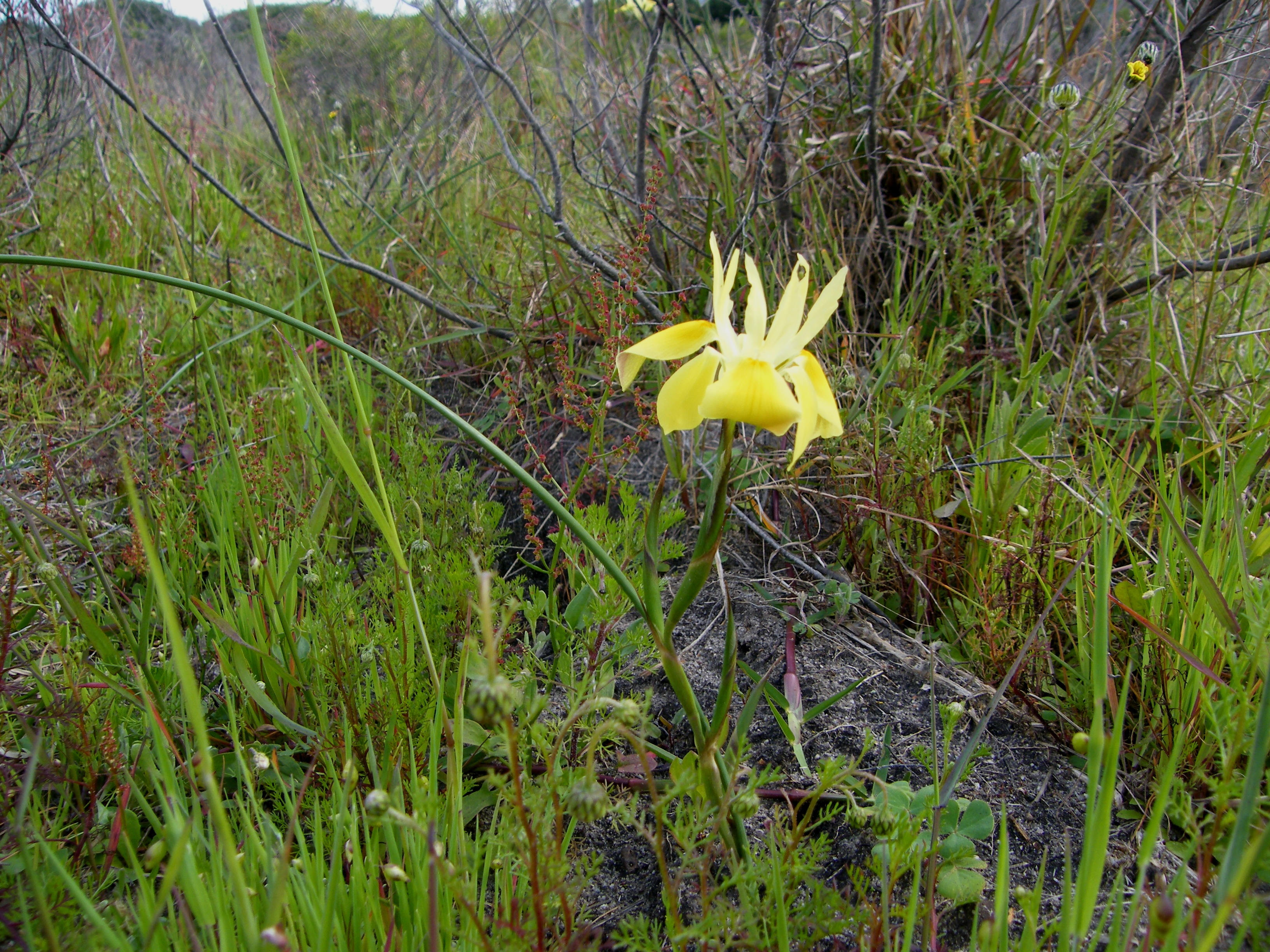
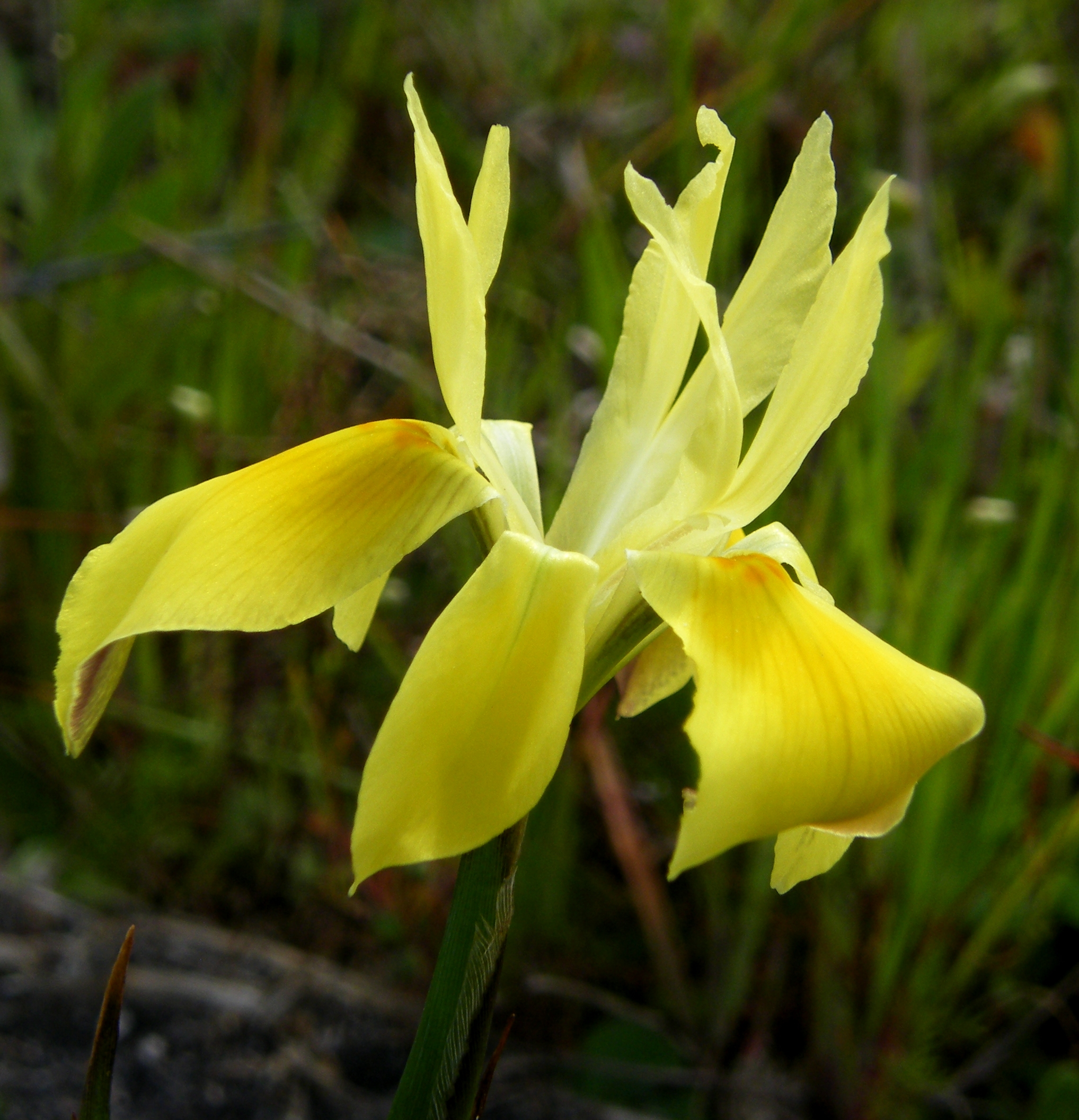
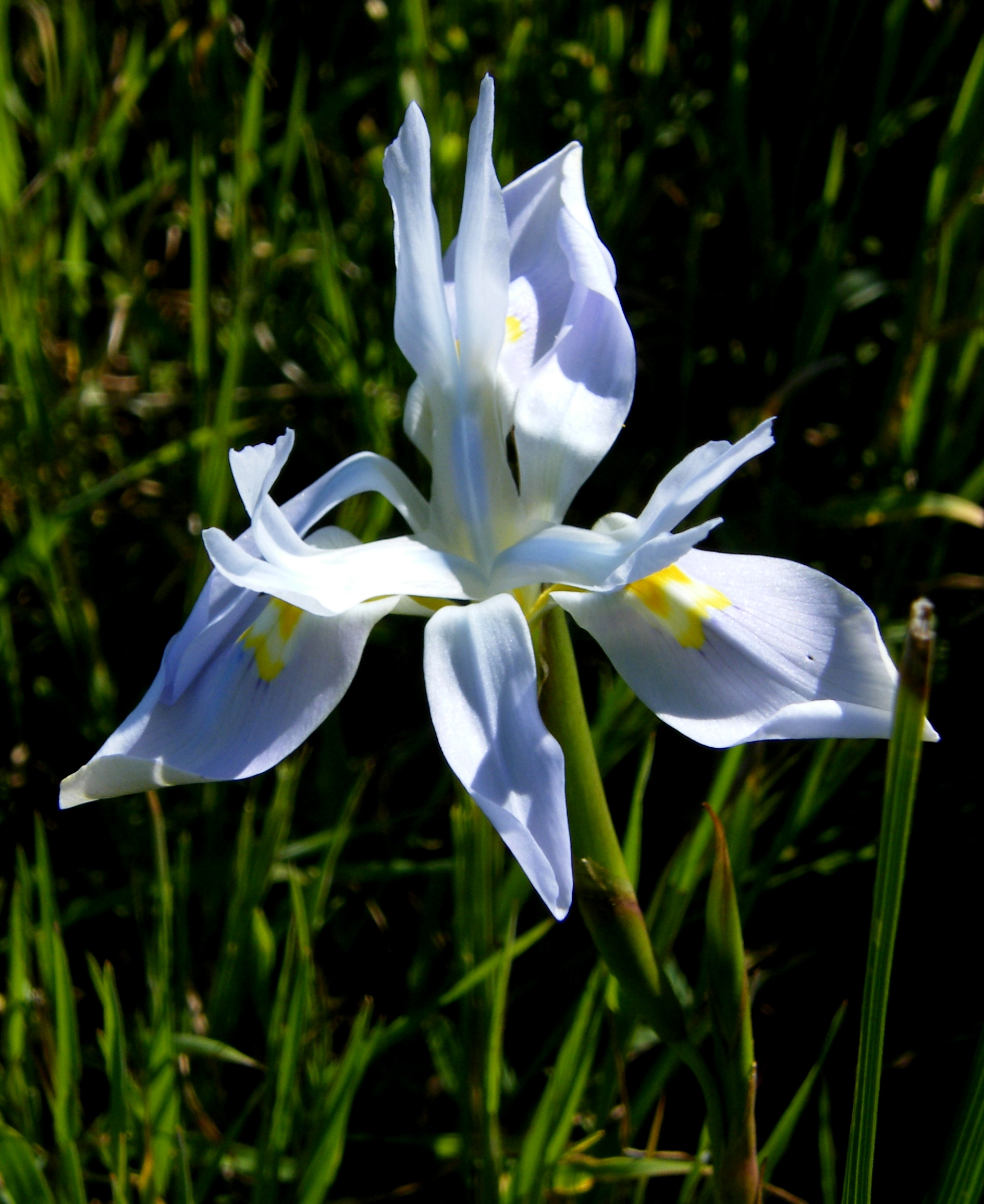
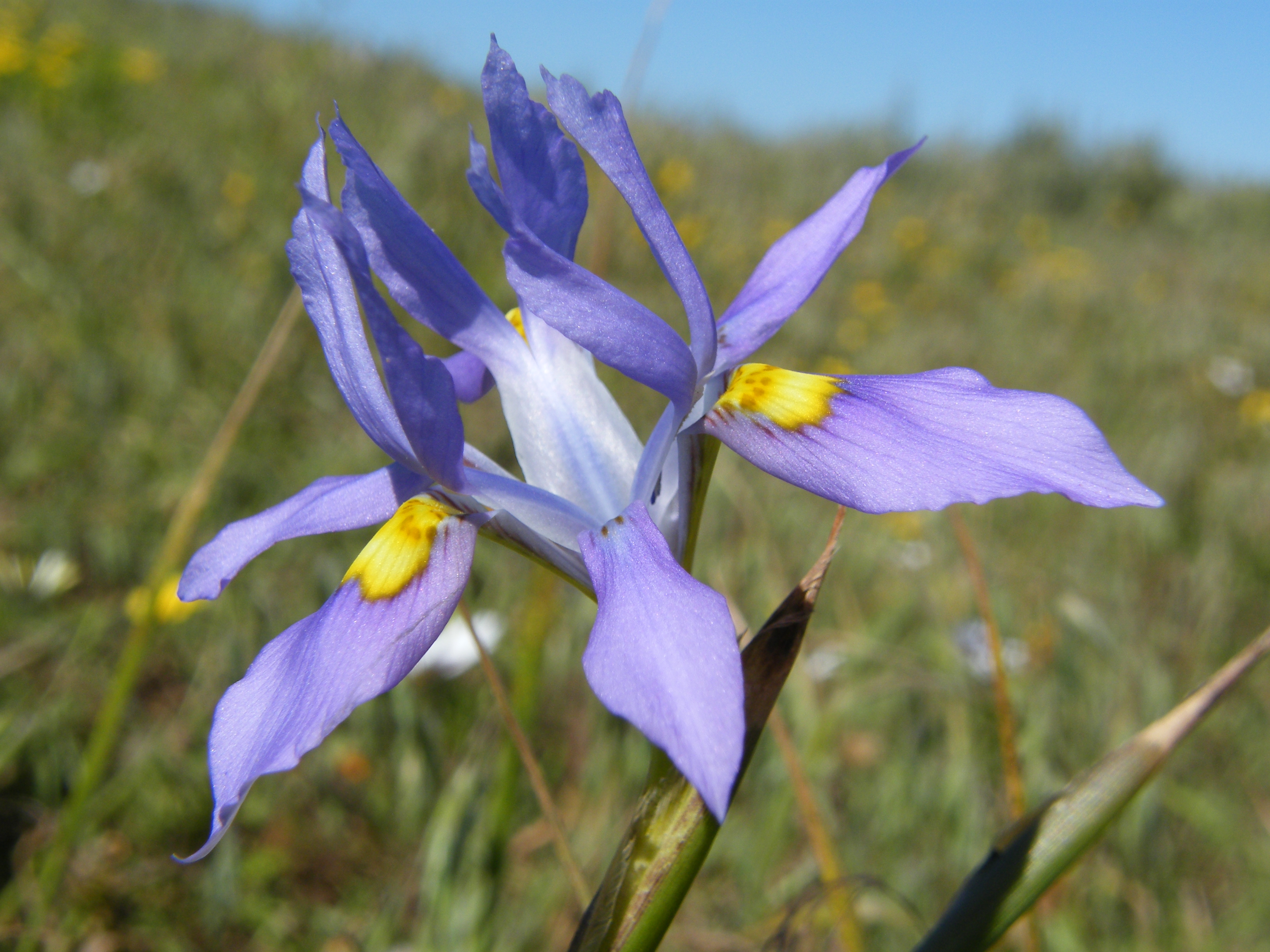